# INAC神戸レオネッサ
INAC神戸レオネッサ（アイナックこうべレオネッサ、英語: INAC Kobe Leonessa）は、兵庫県神戸市をホームタウンとして、日本女子プロサッカーリーグ（WEリーグ）に所属しているサッカークラブである。

## 概要
娯楽・飲食・スポーツ事業などを手掛けるアスコグループ（神戸市中央区）がスポーツビジネスへの参入を目指して2001年4月に任意団体として設立され、同年11月に女子サッカーチームとして「レオネッサ」が発足した。「アイナック(INAC)」は"International Athletic Club"の略、「レオネッサ」はイタリア語で雌ライオンを意味し、力強さと美しさを表している。
L・リーグ加盟後はプロ契約した一部選手を除いて、選手をアスコグループで雇用し、社業を免除とする事実上のプロ選手（社員選手）として契約を結ぶなどの強化に努めている。2012年11月に神戸市が六甲アイランド内に開設した神戸レディースフットボールセンターを練習拠点として活動している。
下部組織の「INAC神戸レオネッサアカデミー」はレオンチーナ(U-18)、テゾーロ(U-15)、スクール(U-12)で構成され、東京にレオンチーナ(U-18)、フェミーナ(U-15)、ガールズスクールエリートクラス(U-12)、ガールズスクール(U-12)、キッズスクール(U-6)を持つ「INAC東京」がある。

## 歴史
2001年設立。2003年に平成15年度兵庫県女子サッカー選手権で優勝を果たし、2004年には地域密着のコンセプトをより一層深化させるため、チームの運営団体である「アイナック」をNPO法人化（2004年4月1日認証）し「特定非営利活動法人アイナック」を設立。関西女子サッカーリーグ1部を制し、全日本女子サッカー選手権大会にも出場を果たした。これらの成果により、同年12月のL・リーグ評議会で、翌2005年のL・リーグ加盟が承認された。
2005年シーズン、L・リーグ1年目からブラジル人選手2人を中心に勝利を重ね、わずか1年でL2優勝と、翌2006年のL1（現:Div.1）昇格を決めた。
2006年シーズン、伊賀FCくノ一の原歩、藤村智美と韓国代表のジナが移籍加入。レギュラーリーグは最下位となったが、シーズン後半に強豪の日テレ・ベレーザと3-3で引き分けるなどの底力を見せ、プレーオフ（下位リーグ）では3戦全勝。5位でリーグを終了した。
2008年シーズン、スペランツァF.C.高槻からGKの海堀あゆみが移籍加入。また、日本体育大学から川澄奈穂美が入団。上位争いに加わり（最終順位は2位）、Div.1で優勝争いの一角を占める程の強豪チームとなる。川澄はINAC生え抜きの選手では初となる、日本女子代表（なでしこジャパン）に選出された。
2009年、チーム名をINACレオネッサからINAC神戸レオネッサに改称。
2009年シーズン、2008年に休部したTASAKIペルーレFCから、甲斐潤子と田中明日菜が移籍加入。また、北海道文教大学明清高校から高瀬愛実が入団。高瀬は高卒一年目からレギュラーとして活躍し、クラブ初となる新人王を受賞した。
2010年シーズン、リーグ戦では前シーズンと同じ4位に甘んじたが、11月に星川敬が監督に就任。第32回全日本女子サッカー選手権大会で優勝し、クラブ発足後、初のタイトルを手にした。また、2010年3月に運営会社となる株式会社アイナックコーポレーションが設立された。
2011年シーズン、日テレ・ベレーザから澤穂希、大野忍、近賀ゆかり、南山千明の4選手が移籍加入。7月、なでしこジャパンが歴史的な優勝を果たした2011 FIFA女子ワールドカップには、最多となる7人の選手がレオネッサから招集され、準決勝スウェーデン戦、決勝アメリカ戦にはレオネッサの選手5人が日本代表のスターティングメンバーとしてピッチに立った。11月13日、クラブ創立10周年にして初のなでしこリーグ優勝を果たした。11月30日には、日本女子サッカー初の試みとなる「TOYOTA Vitz CUP」が開催され、イングランド・女子スーパーリーグチャンピオンの名門アーセナル・レディースと親善試合を行なった。試合はレオネッサが主導権を握りながらも決定機を生かせず、1-1のドローで両チーム優勝という形に終わった。第33回全日本女子サッカー選手権大会で大会連覇を果たし、リーグとの2冠を達成した。
2012年、所属の澤穂希がアジア人史上初となる2011年度「FIFA最優秀選手賞（FIFAバロンドール）」を受賞。また、日本女子サッカーチーム初となる、クラブ情報番組「レオネッサ TV」がスタート。
2012年シーズン、常盤木学園高等学校から京川舞と仲田歩夢、JFAアカデミー福島から田中陽子が入団。トップ登録された下部所属の八尾智奈美と合わせ総勢19人となり、なでしこリーグ一の少数精鋭でスタートした。3月15日、日韓女子リーグチャンピオンシップが開催され、韓国WKリーグチャンピオンの高陽大教ヌンノピに3-0で快勝した。5月、2012年シーズンの開催中止が発表されたアメリカ女子サッカーリーグWPSから、ベッキーとゴーベル・ヤネズが移籍加入した。9月9日のなでしこリーグカップ2012決勝で日テレ・ベレーザに敗れ、2010年10月から続いていた公式戦連続無敗記録が44試合で途切れた。リーグ戦では開幕から首位を守り無敗でリーグ2連覇を達成した。11月、リーグ王者として出場した第1回国際女子サッカークラブ選手権では、決勝でヨーロッパ王者のオリンピック・リヨンに延長戦の末敗れ世界王者の座を逃した。第34回皇后杯全日本女子サッカー選手権大会では大会3連覇を達成。シーズン終了後、監督の星川が退任した。
2013年シーズン、ヘッドコーチの石原孝尚が監督に昇進。ASエルフェン狭山FCから渡辺彩香が移籍加入、藤枝順心高等学校から今井晴香、山田真帆、平野里菜が、常盤木学園高等学校から道上彩花が入団。国内で2007年の日テレ・ベレーザ以来となる三冠独占(なでしこリーグ2013・なでしこリーグカップ2013・第35回皇后杯)を達成するとともに、国際女子サッカークラブ選手権2013も制した。
2014年シーズン、前田浩二が監督に就任した。前田は、なでしこリーグ初采配であるばかりか、アビスパ福岡の監督（2012年シーズン途中で解任）期間と2013年の途中に就任したガイナーレ鳥取で采配を振るった期間を合わせると26試合も勝てていなかった。ガイナーレはその年のJ2・J3入れ替え戦でカマタマーレ讃岐に敗れ、J3に降格している。当季のレオネッサは18節終了時点で2連敗が3回と成績不振で、前田は10月15日付けで辞任し、10月25日に熊田喜則が監督に就任した。
2015年シーズン、前ASエルフェン埼玉監督の松田岳夫が監督に就任。AS埼玉から伊藤香菜子と齊藤夏美、ベガルタ仙台レディースから鮫島彩が移籍加入。前年アーセナルLFCに在籍していた大野忍が3年ぶりの復帰。藤枝順心高等学校から杉田妃和、JFAアカデミー福島から守屋都弥、日ノ本学園高等学校から竹村美咲、韓国・江原道立大学からチャン・スルギが入団。INAC神戸レオネッサBから渋澤杏奈が昇格。リーグ戦の最終順位は3位に終わるが、第37回皇后杯では2年ぶりの優勝となった。シーズン終了後、澤穂希と海堀あゆみが現役を引退した。
2016年シーズン、チョ・ソヒョンが仁川現代製鉄レッドエンジェルズからプロ契約選手として1年間の期限付きで加入。同年2月、ベガルタ仙台レディースから武仲麗依が完全移籍で1年ぶりの復帰。同年6月、川澄奈穂美がシーズン途中に退団し、NWSLのシアトル・レインFCへ完全移籍した。同年8月、岡山湯郷Belleを退団した福元美穂がシーズン途中に加入。同年10月、近賀ゆかりがシーズン途中に退団し、Wリーグのキャンベラ・ユナイテッドFCに移籍。同年12月、甲斐潤子が現役を引退することを発表した。リーグ戦の最終順位は2位に終わるが、杉田妃和がレオネッサの選手としては2009年の高瀬愛実以来の新人賞を受賞し、ベストイレブンには鮫島彩が選出された。第38回皇后杯で優勝し、同大会連覇を達成した。シーズン終了後に南山千明がチームを退団し、野口彩佳がAC長野パルセイロ・レディースに移籍した。
2017年シーズン、新入団選手として仙台大学から須永愛海、JFAアカデミー福島からスタンボー華、藤枝順心高等学校から福田ゆい、日ノ本学園高等学校から平塚万貴、常盤木学園高等学校から杉田めい、前橋育英高校から島袋奈美恵、韓国の高麗大学からホン・ヘジ、浦項女子電子高校からチェ・イェスルが加入した。同シーズンから、なでしこリーグのレオネッサの試合およびチーム応援番組をインターネットで独自に配信する「レオネッサTV web」を開始した。同年4月、齊藤夏美がシーズン途中に岡山湯郷Belleへ移籍した。同年7月、バイエルン・ミュンヘンを退団していた岩渕真奈がシーズン途中に加入した。リーグ戦の最終順位は2年連続での2位に終わるが、鮫島彩が2年連続でのベストイレブン、中島依美はベストイレブンと敢闘賞を受賞し、福田ゆいが新人賞を受賞した。大会3連覇を狙った第39回皇后杯では3回戦で早稲田大学にPK戦の末に敗れ、2005年のリーグ参入以来では過去最低のベスト16に終わった。シーズン終了後、監督の松田岳夫は契約満了となり、退任が発表された。
2020年シーズン、ゲルト・エンゲルスが監督に就任。新加入選手としてアルビレックス新潟レディースから阪口萌乃、ジェフユナイテッド市原・千葉レディースから西川彩華、日テレ・ベレーザから前シーズンまで4年連続リーグ得点王の田中美南が加わった。2020年10月15日、2021年から開幕するWEリーグへの参入が承認された。シーズン終了後の12月に岩渕がイングランド・FA WSLのアストン・ヴィラ移籍のため、退団した。他にもWEリーグの新チーム創設に伴い、鮫島彩、仲田歩夢、スタンボー華（以上、大宮アルディージャVENTUS）、増矢理花、島袋奈美恵（以上、サンフレッチェ広島レジーナ）など7人が移籍した。
2021-22シーズン、WEリーグ元年である2021年2月に星川敬が再びトップチームの監督に就任した。ジェフユナイテッド市原・千葉レディースから成宮唯、日テレ・東京ヴェルディベレーザからなでしこジャパンの正GKである山下杏也加、日ノ本学園高校から竹重杏歌理、8月に浜野まいかがセレッソ大阪堺レディースから加入。リーグ開幕日である同年9月12日のホームゲーム対大宮アルディージャVENTUS戦はテレビ中継を担当する朝日放送テレビの意向でキックオフが異例の午前10時となり、同リーグにおける記念すべき最初の試合になった。シーズン途中の2022年1月、杉田妃和がアメリカ・NWSLのポートランド・ソーンズFCへ移籍。5月8日、リーグ戦2試合を残し、9年振りのリーグ優勝を決め、WEリーグ初代王者となり、山下杏也加・三宅史織・成宮唯・田中美南がベストイレブンに選出。山下がリーグMVPを受賞した。星川は同年5月25日に監督を1シーズン限りで退任した。シーズン終了後、京川がドイツ・ブンデスリーガの1.FFCトゥルビネ・ポツダムへ、西川が日テレ・東京ヴェルディベレーザへ移籍、中島依美が海外挑戦のため、退団した（後にマイナビ仙台レディースに加入）。
2022-23シーズン、新監督に朴康造が就任。ノジマステラ神奈川相模原から脇阪麗奈、日テレ・東京ヴェルディベレーザから土光真代、マイナビ仙台レディースから宮本華乃、スペイン2部・RCDエスパニョールから山本摩也が加入した。同シーズンより新たに創設されたWEリーグカップではグループステージ2位で敗退し、決勝には進めなかった。シーズン途中の2023年1月に浜野まいかがイングランド・WSLのチェルシーFC（同時にスウェーデン・ハンマルビーIFへ期限付き移籍）へ移籍。また2023-24シーズンからWEリーグに参入するセレッソ大阪堺レディースから、小山史乃観と筒井梨香が同年6月30日までの期限付き移籍加入した。同年6月19日、朴康造の監督退任を発表。同年6月30日、伊藤美紀が三菱重工浦和レッズレディースへ、阪口萌乃が大宮アルディージャVENTUSへ、脇阪麗奈がセレッソ大阪ヤンマーレディースへの移籍が発表された。
2023-24シーズン、2023年7月10日にスペイン人のジョルディ・フェロンが新監督に就任することが発表された。新加入選手はちふれASエルフェン埼玉から船田麻友、サンフレッチェ広島レジーナから松原優菜と増矢理花、アルビレックス新潟レディースから北川ひかるが加入。WEリーグカップの序盤ではW杯開催期間中で代表選手を多く抱えるチームは苦戦を強いられグループステージ5位で敗退したが、リーグ戦ではウインターブレイクまでの前半戦は無敗の首位で折り返した。第45回皇后杯では決勝戦で三菱重工浦和レッズレディースを相手に延長戦までもつれ込んだが決着が付かず、PK戦の末に勝利し、7大会ぶり7度目の優勝を手にした。
2024年2月26日、クラブを運営するアイナックフットボールクラブ株式会社の発行済み株式3,717株(100％)がアスコグループから神戸市に本社を置き産業廃棄物の処理やリサイクル事業などを手がける大栄環境株式会社に譲渡され、同社の連結子会社とする株式譲渡契約を締結した。3月1日から大栄環境株式会社がクラブ経営に携わる。なお、クラブ名は「INACレオネッサ神戸」に変更はない。

## 年度別成績・歴代監督
| 年度                       | チーム名           | リーグ                       | チーム数 | 試合数 | 勝点 | 勝 | 分 | 敗 | リーグ順位 | リーグ杯 | 皇后杯    | 監督                                                                   |
| 都道府県リーグ             |                    |                              |          |        |      |    |    |    |            |          |           |                                                                        |
| 2003                       | INACレオネッサ     | 兵庫県リーグ                 |          |        |      |    |    |    | 優勝       |          |           |                                                                        |
| 地域リーグ                 |                    |                              |          |        |      |    |    |    |            |          |           |                                                                        |
| 2004                       | INACレオネッサ     | 関西リーグ1部                |          |        |      |    |    |    | 優勝       |          | 2回戦敗退 |                                                                        |
| 日本女子サッカーリーグ     |                    |                              |          |        |      |    |    |    |            |          |           |                                                                        |
| 2005                       | INACレオネッサ     | L・リーグ2部(L2)             | 7        | 18     | 49   | 16 | 1  | 1  | 優勝       | -        | ベスト8   | 田渕径二                                                               |
| 2006                       | INACレオネッサ     | なでしこリーグ ディビジョン1 | 8        | 17     | 16   | 4  | 4  | 9  | 5位        | -        | ベスト8   | 田渕径二                                                               |
| 2007                       | INACレオネッサ     | なでしこリーグ ディビジョン1 | 8        | 21     | 31   | 10 | 1  | 10 | 4位        | ベスト4  | ベスト4   | 田渕径二                                                               |
| 2008                       | INACレオネッサ     | なでしこリーグ ディビジョン1 | 8        | 21     | 45   | 14 | 3  | 4  | 2位        | -        | 準優勝    | 田渕径二                                                               |
| 2009                       | INAC神戸レオネッサ | なでしこリーグ ディビジョン1 | 8        | 21     | 37   | 11 | 4  | 6  | 4位        | -        | ベスト4   | 田渕径二                                                               |
| 2010                       | INAC神戸レオネッサ | なでしこリーグ               | 10       | 18     | 34   | 11 | 1  | 6  | 4位        | ベスト4  | 優勝      | 高須理稔（- 2010.10） 星川敬（2010.11 -）                              |
| 2011                       | INAC神戸レオネッサ | なでしこリーグ               | 9        | 16     | 42   | 13 | 3  | 0  | 優勝       | (中止)   | 優勝      | 星川敬                                                                 |
| 2012                       | INAC神戸レオネッサ | なでしこリーグ               | 10       | 18     | 52   | 17 | 1  | 0  | 優勝       | 準優勝   | 優勝      | 星川敬                                                                 |
| 2013                       | INAC神戸レオネッサ | なでしこリーグ               | 10       | 18     | 48   | 16 | 0  | 2  | 優勝       | 優勝     | 優勝      | 石原孝尚                                                               |
| 2014                       | INAC神戸レオネッサ | なでしこリーグ               | 10       | 28     | 39   | 10 | 7  | 11 | 6位        | -        | ベスト8   | 前田浩二（- ES第5節） 森亮太（代行） （ES第6節） 熊田喜則（ES第7節 -） |
| 2015                       | INAC神戸レオネッサ | なでしこリーグ1部            | 10       | 23     | 42   | 14 | 5  | 4  | 3位        | -        | 優勝      | 松田岳夫                                                               |
| 2016                       | INAC神戸レオネッサ | なでしこリーグ1部            | 10       | 18     | 37   | 12 | 1  | 5  | 2位        | GL敗退   | 優勝      | 松田岳夫                                                               |
| 2017                       | INAC神戸レオネッサ | なでしこリーグ1部            | 10       | 18     | 39   | 12 | 3  | 3  | 2位        | ベスト4  | 3回戦敗退 | 松田岳夫                                                               |
| 2018                       | INAC神戸レオネッサ | なでしこリーグ1部            | 10       | 18     | 40   | 12 | 4  | 2  | 2位        | 準優勝   | 準優勝    | 鈴木俊                                                                 |
| 2019                       | INAC神戸レオネッサ | なでしこリーグ1部            | 10       | 18     | 31   | 9  | 4  | 5  | 3位        | 準優勝   | ベスト4   | 鈴木俊                                                                 |
| 2020                       | INAC神戸レオネッサ | なでしこリーグ1部            | 10       | 18     | 35   | 11 | 2  | 5  | 2位        | （中止） | ベスト8   | ゲルト・エンゲルス                                                     |
| 日本女子プロサッカーリーグ |                    |                              |          |        |      |    |    |    |            |          |           |                                                                        |
| 2021-22                    | INAC神戸レオネッサ | WEリーグ                     | 11       | 20     | 50   | 16 | 2  | 2  | 優勝       | -        | 4回戦敗退 | 星川敬                                                                 |
| 2022-23                    | INAC神戸レオネッサ | WEリーグ                     | 11       | 20     | 44   | 13 | 5  | 2  | 2位        | GS敗退   | 準優勝    | 朴康造                                                                 |
| 2023-24                    | INAC神戸レオネッサ | WEリーグ                     | 12       | 22     | 49   | 15 | 4  | 3  | 2位        | GS敗退   | 優勝      | ジョルディ・フェロン                                                   |
| 2024-25                    | INAC神戸レオネッサ | WEリーグ                     | 12       | 22     | 51   | 16 | 3  | 3  | 2位        | 準優勝   | ベスト4   | ジョルディ・フェロン                                                   |
| 2025/26                    | INAC神戸レオネッサ | WEリーグ                     | 12       | 22     |      |    |    |    |            |          |           | 宮本ともみ                                                             |

- 2006年は8チーム2回戦総当たりの「レギュラーリーグ」(RL)後、その順位に基づき上位と下位の各4チームによる1回戦総当たりの「プレーオフ」(PO)を実施。試合数はRLとPOの合計。成績は年間順位。
- 2014年、15年は10チーム2回戦総当たりの「レギュラーシリーズ」（RS）後、上位6チームと下位4チームが2リーグに分けられ、2014年は2回戦総当たり、2015年は1回戦総当たりの「エキサイティングシリーズ（ES）」を実施。試合数はRSとESの合計。成績は年間順位。

## タイトル

### 国内タイトル
- WEリーグ：1回
  - 2021–22
- なでしこリーグ1部：3回
  - 2011, 2012, 2013
- なでしこリーグカップ：1回
  - 2013
- 皇后杯 JFA 全日本女子サッカー選手権大会：7回
  - 2010, 2011, 2012, 2013, 2015, 2016, 2023

### 国際タイトル
- 国際女子サッカークラブ選手権：1回
  - 2013
- 日韓女子リーグチャンピオンシップ：1回
  - 2012

## スタジアム
| スタジアム     |                                                   |                |                  |                  |                  |                  |                  |                  |                  |                  |                  |                  |                  |
| スタジアム     | スタジアム                                        | 収容           | ホーム開催試合数 | ホーム開催試合数 | ホーム開催試合数 | ホーム開催試合数 | ホーム開催試合数 | ホーム開催試合数 | ホーム開催試合数 | ホーム開催試合数 | ホーム開催試合数 | ホーム開催試合数 | ホーム開催試合数 |
| スタジアム     | スタジアム                                        | 収容           | 2014             | 2015             | 2016             | 2017             | 2018             | 2019             | 2020             | 2021-22          | 2022-23          | 2023-24          | 2024-25          |
| 兵庫県         | ノエビアスタジアム神戸                            | 30,132         | 10               | 8                | 8                | 9                | 9                | 8                | 9                | 7                | 10               | 11               | 10               |
| 兵庫県         | 神戸総合運動公園ユニバー記念競技場                | 35,910         | -                | -                | 2                | -                | 1                | 1                | -                | 1                | -                | -                | 1                |
| 兵庫県         | 兵庫県立三木総合防災公園陸上競技場                | 約20,000       | -                | -                | -                | 1                | 1                | -                | -                | -                | -                | -                | -                |
| 沖縄県         | 南城市陸上競技場                                  | 2,400          | 1                | 1                | -                | -                | -                | -                | -                | -                | -                | -                | -                |
| 沖縄県         | 沖縄県総合運動公園陸上競技場                      | 12,270         | -                | -                | -                | 1                | -                | -                | -                | -                | -                | -                | -                |
| 熊本県         | 熊本市水前寺競技場                                | 15,000         | 1                | 1                | -                | -                | 1                | -                | -                | -                | -                | -                | -                |
| 北海道         | 帯広の森陸上競技場                                | 1,004+17,500   | 1                | -                | -                | -                | -                | 1                | -                | -                | -                | -                | -                |
| 富山県         | 富山県総合運動公園陸上競技場                      | 25,251         | 1                | -                | -                | -                | -                | -                | -                | -                | -                | -                | -                |
| 高知県         | 高知県立春野総合運動公園陸上競技場                | 25,000         | -                | 1                | 1                | 1                | -                | -                | -                | -                | -                | -                | -                |
| 徳島県         | 鳴門・大塚スポーツパーク ポカリスエットスタジアム | 19,637         | -                | 1                | -                | -                | -                | -                | -                | -                | -                | -                | -                |
| 秋田県         | あきぎんスタジアム                                | 4,992          | -                | -                | 1                | -                | -                | -                | -                | -                | -                | -                | -                |
| 奈良県         | 奈良県立橿原公苑陸上競技場                        | 5,000          | -                | -                | -                | 1                | -                | -                | -                | -                | -                | -                | -                |
| 栃木県         | 栃木県グリーンスタジアム                          | 18,025         | -                | -                | -                | 1                | -                | -                | -                | -                | -                | -                | -                |
| 鳥取県         | とりぎんバードスタジアム                          | 16,033         | -                | -                | -                | -                | 1                | -                | -                | -                | -                | -                | -                |
| 滋賀県         | 布引グリーンスタジアム                            | 5,060          | -                | -                | -                | -                | -                | 1                | -                | -                | -                | -                | -                |
| 岩手県         | いわぎんスタジアム                                | 4,946          | -                | -                | -                | -                | -                | 1                | -                | -                | -                | -                | -                |
| 茨城県         | 茨城県立カシマサッカースタジアム                  | 40,728         | -                | -                | -                | -                | -                | 1                | -                | -                | -                | -                | -                |
| 大阪府         | J-GREEN堺S1メインフィールド                       | 3,032          | -                | -                | -                | -                | -                | -                | -                | 1                | -                | -                | -                |
| 東京都         | 国立競技場                                        | 約68,000       | -                | -                | -                | -                | -                | -                | -                | 1                | -                | -                | -                |
| ホーム試合数計 | ホーム試合数計                                    | ホーム試合数計 | 14               | 12               | 12               | 14               | 13               | 13               | 9                | 10               | 10               | 11               | 11               |

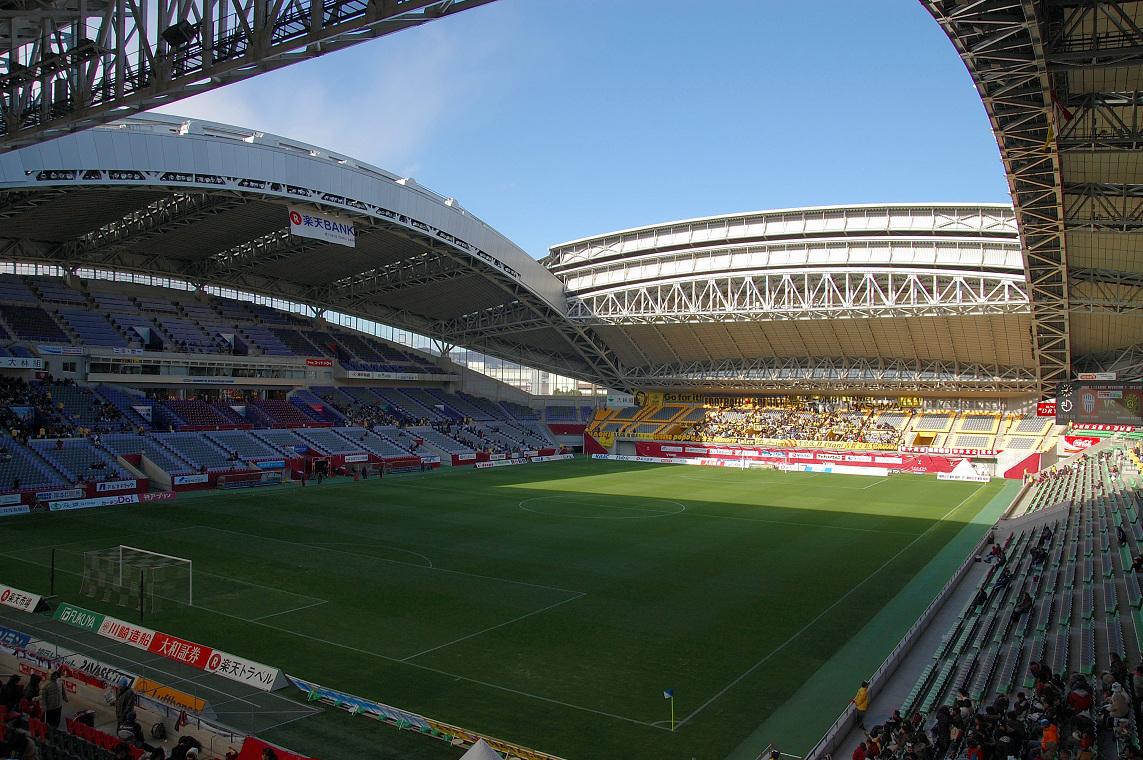
ノエビアスタジアム神戸
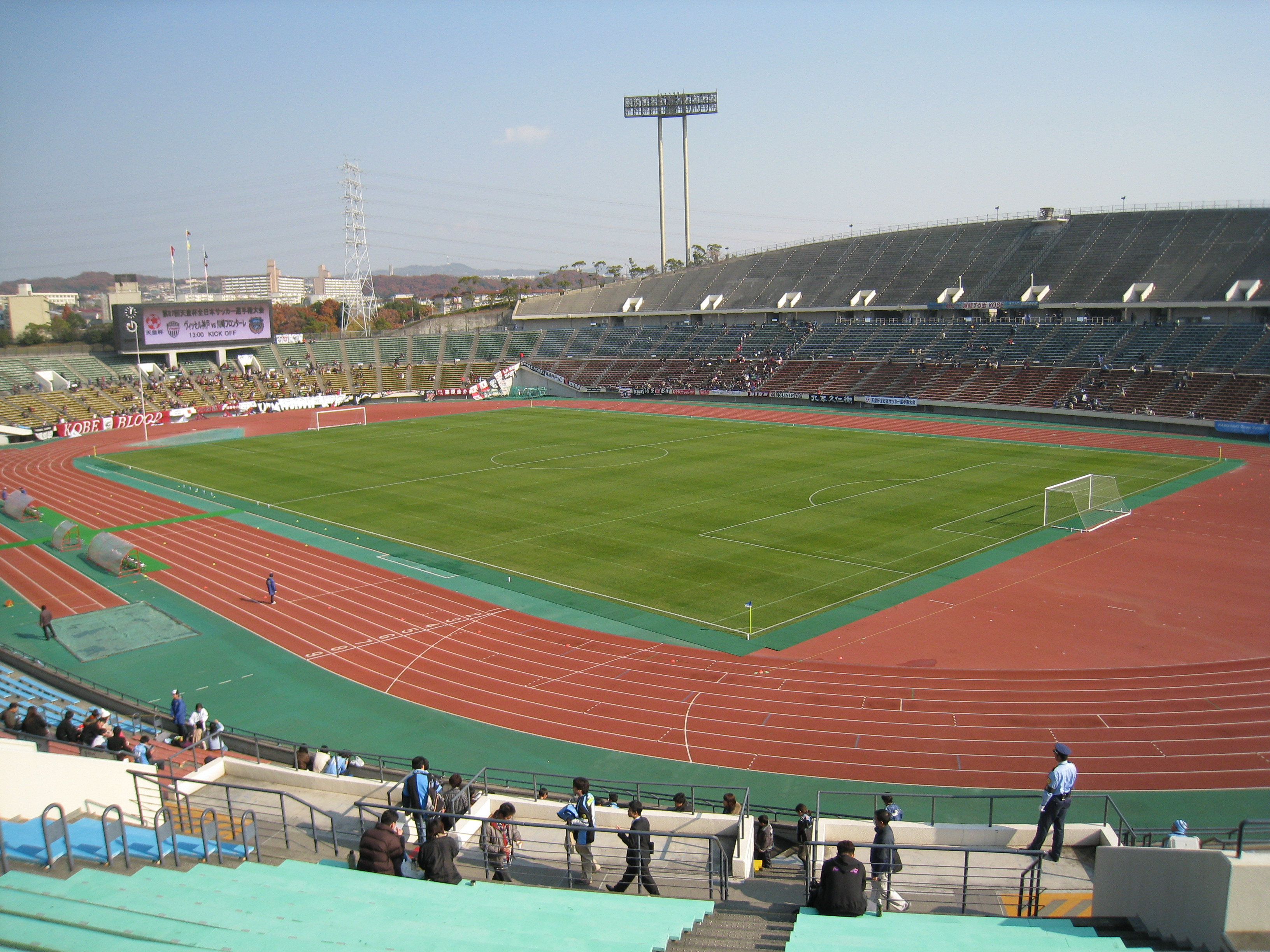
神戸総合運動公園ユニバー記念競技場

## シーズン別入場者数
- スタジアム欄の太字はホームスタジアムに登録されている競技場。
- 入場者数の太字は、所属リーグ毎の歴代最多
- 入場者数の斜字は、所属リーグ毎の歴代最少
- 試合数および入場者数データはリーグ戦のみ。

| シーズン | 所属        | 合計 入場者数 |        | 最多入場者数 | 最多入場者数 | 最多入場者数 |          | 最少入場者数 | 最少入場者数 | 最少入場者数 |                                                            | 平均 入場者数                                   | 試合数 | ホームゲーム 開催スタジアム              | ホームゲーム 開催スタジアム |
| シーズン | 所属        | 合計 入場者数 | 動員数 | 相手         | 会場         | 動員数       | 相手     | 会場         | リーグ戦     | カップ戦     |                                                            | 平均 入場者数                                   | 試合数 |                                          |                             |
| 2010     | なでしこ    | 5,238         |        | 1,101        | 浦和         | ホムスタ     |          | 210          | 新潟L        | 三木         |                                                            | 582                                             | 9      | ホムスタ(4)、神戸ユ(2)、三木(2) 姫路(1)  | 神戸ユ(1)、三木(1)          |
| 2011     | なでしこ    | 70,966        | 21,236 | 湯郷ベル     | 神戸ユ       | 448          | 伊賀FC   | 8,871        | 8            | 三木         | ホームズ(5)、神戸ユ(1)、三木(1) 福井(1)                    | (開催中止)                                      |        |                                          |                             |
| 2012     | なでしこ    | 56,701        | 9,272  | 湯郷ベル     | KKWING       | 3,910        | 伊賀FC   | ホームズ     | 6,300        | 9            | ホームズ(6) KKWING(1)、広島第一(1)、長居(1)                | ホームズ(1)、NDスタ(1) 浦和駒場(1)、NACK5(1)    |        |                                          |                             |
| 2013     | なでしこ    | 41,500        | 8,169  | ベガルタ     | ノエスタ     | 2,503        | 大阪高槻 | ノエスタ     | 4,611        | 9            | ノエスタ(7) うまスタ(1)、あいづ(1)                         | ノエスタ(3)、松本(1)                            |        |                                          |                             |
| 2014     | なでしこ    | 46,903        | 5,606  | 日テレ       | ノエスタ     | 2,129        | 新潟L    | ノエスタ     | 3,350        | 14           | ノエスタ(10) 南城(1)、水前寺(1)、帯広森陸(1)、富山(1)      | (開催無し)                                      |        |                                          |                             |
| 2015     | なでしこ1部 | 54,648        | 11,865 | 浦和         | ノエスタ     | 1,863        | ベガルタ | 南城         | 4,554        | 12           | ノエスタ(8) 南城(1)、春野陸上(1)、鳴門大塚(1)、水前寺(1)   | (開催無し)                                      |        |                                          |                             |
| 2016     | なでしこ1部 | 25,390        | 3,929  | 湯郷ベル     | ノエスタ     | 1,957        | ベガルタ | 神戸ユ       | 2,821        | 9            | ノエスタ(6)、神戸ユ(1) A-スタ(1)、大津球(1)                | ノエスタ(2)、神戸ユ(1) 春野陸上(1)              |        |                                          |                             |
| 2017     | なでしこ1部 | 20,336        | 4,295  | ちふれ       | ノエスタ     | 916          | 伊賀FC   | ノエスタ     | 2,260        | 9            | ノエスタ(7)、三木陸上(1) 春野陸上(1)                       | ノエスタ(2)、沖縄県陸(1) 橿原陸上(1)、栃木グ(1) |        |                                          |                             |
| 2018     | なでしこ1部 | 22,953        | 4,712  | C大阪堺      | ノエスタ     | 1,195        | ジェフL  | とりスタ     | 2,550        | 9            | ノエスタ(6)、神戸ユ(1) とりスタ(1)、水前寺(1)              | ノエスタ(3)、三木陸上(1)                        |        |                                          |                             |
| 2019     | なでしこ1部 | 27,404        | 5,335  | ジェフL      | ノエスタ     | 1,437        | ノジマ   | 帯広森陸     | 3,045        | 9            | ノエスタ(5) 東近江(1)、いわスタ(1)、帯広森陸(1)、カシマ(1) | ノエスタ(3)、神戸ユ(1)                          |        |                                          |                             |
| 2020     | なでしこ1部 | 12,123        | 2,197  | 日テレ       | ノエスタ     | 872          | ジェフL  | ノエスタ     | 1,347        | 9            | ノエスタ(9)                                                | (開催中止)                                      |        |                                          |                             |
|          |             |               |        |              |              |              |          |              |              |              |                                                            |                                                 |        |                                          |                             |
| 2021-22  | WE          | 31,584        |        | 12,330       | 浦和         | 国立         |          | 1,048        | 大宮V        | ノエスタ     |                                                            | 3,158                                           | 10     | ノエスタ(7)、神戸ユ(1) JG堺1(1)、国立(1) | -                           |
| 2022-23  | WE          | 21,940        | 3,336  | 大宮V        | ノエスタ     | 1,432        | S広島R   | 2,194        | ノエスタ(10) | ノエスタ     | JG堺1(2)                                                   |                                                 | 10     |                                          |                             |
| 2023-24  | WE          | 23,322        | 3,106  | 新潟L        | ノエスタ     | 806          | 大宮V    | 2,120        | 11           | ノエスタ     | ノエスタ(11)                                               | ノエスタ(1)、ヨドコウ(1)                        |        |                                          |                             |
| 2024-25  | WE          | 19,942        | 3,282  | 浦和         | ノエスタ     | 586          | EL埼玉   | 神戸ユ       | 11           | 1,813        | ノエスタ(10)、神戸ユ(1)                                    | JG堺1(2)、神戸ユ(1)                             |        |                                          |                             |

## ユニフォーム

### チームカラー
- 赤

### ユニフォームスポンサー
| 掲出箇所 | スポンサー名       | 表記                                       | 掲出年   | 備考                                                 |
| 胸       | アース製薬         | モンダミン(ホーム） アース製薬（アウェイ） | 2021年 - |                                                      |
| 鎖骨     | ひかりのくに       | ひかりのくに                               | 2017年 - | 左側に表記                                           |
| 鎖骨     | 兼松               | 兼松                                       | 2019年 - | 右側に表記                                           |
| 背中上部 | サンヨー食品       | サッポロ一番                               | 2012年 - |                                                      |
| 背中下部 | 川崎重工業         | Kawasaki                                   | 2019年 - |                                                      |
| 袖       | アート引越センター | the 0123                                   | 2019年 - |                                                      |
| パンツ   | ベルコ             | ベルコ                                     | 2021年 - | 2015年 - 2017年：袖 2018年：鎖骨 2019年 - 2020年：胸 |

### ユニフォームサプライヤー
- ヒュンメル (2011年 - 現在)

## チーム名変遷
- 2001 - 2008年 INACレオネッサ
- 2009年 - 現在 INAC神戸レオネッサ

## 所属選手・スタッフ
2025/26シーズン

### スタッフ
| 役職     | 氏名       | 生年月日 (年齢)        | 前職                                                                                | 在職年   | 備考 |
| 監督     | 宮本ともみ | 1978年12月31日（46歳） | サッカー日本女子代表 コーチ                                                         | 2025年 - | |
| コーチ   | 大野忍     | 1984年1月23日（41歳）  | スペランツァ大阪 ゼネラルマネージャー                                               | 2024年 - | 2011年 - 2012年、2015年 - 2017年は選手として在籍 2024年9月 - 同年10月まではヤングプレーヤーデベロップメントコーチ |
| GKコーチ | 冨澤拓海   | 1996年11月25日（28歳） | Kirivong Sok Sen Chey (カンボジア) トップチームGKコーチ、ヘッドオブゴールキーピング | 2025年 - | |

### 選手
| Pos | No. | 選手名               | 生年月日 (年齢)        | 前所属                                 | 在籍年                   | 備考                                                |
| GK  | 1   | 大熊茜               | 2004年9月15日（20歳）  | ジェフユナイテッド市原・千葉レディース | 2024年 -                 | 日本女子代表                                        |
| GK  | 18  | 戸梶有野里           | 1997年1月5日（28歳）   | 大宮アルディージャVENTUS               | 2021年 -                 | 期限付き移籍から復帰 下部組織出身、神戸市須磨区出身 |
| GK  | 31  | 菊地優杏             | 2005年5月11日（20歳）  | 藤枝順心高校                           | 2024年 -                 |                                                     |
| GK  | 99  | 船田麻友             | 1990年11月9日（34歳）  | ちふれASエルフェン埼玉                 | 2023年 -                 |                                                     |
| DF  | 4   | 井手ひなた           | 2003年8月10日（22歳）  | 藤枝順心高校                           | 2022年 -                 |                                                     |
| DF  | 5   | 三宅史織             | 1995年10月13日（29歳） | JFAアカデミー福島                      | 2013年 -                 | キャプテン 日本女子代表                             |
| DF  | 22  | 足立寧々             | 2004年4月20日（21歳）  | 福岡J・アンクラス                      | 2022年 - 2023年 2025年 - | 下部組織出身、兵庫県出身                            |
| DF  | 24  | 太田美月             | 2007年1月20日（18歳）  | 大商学園高校                           | 2025年 -                 | U-20日本女子代表                                    |
| DF  | 28  | 小峠明日香           | 2003年5月28日（22歳）  | スペランツァ大阪                       | 2025年 -                 | 下部組織出身                                        |
| DF  | 30  | 松木葵               | 2004年10月31日（20歳） | 南葛SC WINGS                           | 2023年 -                 |                                                     |
| DF  | 40  | 金月夏萌             | 2007年7月21日（18歳）  | INAC神戸テゾーロ                       |                          | 育成組織TOP可選手                                   |
| DF  | 44  | 北村礼               | 2009年5月1日（16歳）   | INAC神戸テゾーロ                       |                          | 育成組織TOP可選手                                   |
| DF  | 55  | ヴィアン・サンプソン | 1996年7月2日（29歳）   | ジェフユナイテッド市原・千葉レディース | 2024年 -                 | ジャマイカ女子代表                                  |
| MF  | 6   | 松原優菜             | 2000年1月24日（25歳）  | サンフレッチェ広島レジーナ             | 2023年 -                 |                                                     |
| MF  | 7   | 愛川陽菜             | 2003年12月4日（21歳）  | 神村学園高等部                         | 2022年 -                 | 日本女子代表                                        |
| MF  | 8   | 山本摩也             | 1993年2月5日（32歳）   | RCDエスパニョール                      | 2022年 -                 |                                                     |
| MF  | 9   | 吉田莉胡             | 2002年6月18日（23歳）  | ちふれASエルフェン埼玉                 | 2025年 -                 | 新加入、日本女子代表                                |
| MF  | 10  | 成宮唯               | 1995年2月22日（30歳）  | ジェフユナイテッド市原・千葉レディース | 2021年 -                 | 日本女子代表                                        |
| MF  | 14  | 水野蕗奈             | 2001年1月31日（24歳）  | 追手門学院高校                         | 2019年 -                 |                                                     |
| MF  | 17  | 箕輪千慧             | 2003年5月29日（22歳）  | 大宮アルディージャVENTUS               | 2022年 -                 | 期限付き移籍から復帰                                |
| MF  | 25  | 大熊環               | 2001年12月25日（23歳） | ジェフユナイテッド市原・千葉レディース | 2025年 -                 | 新加入                                              |
| MF  | 39  | 寺田心春             | 2006年6月23日（19歳）  | INAC神戸レオンチーナ                   | 2025年 -                 | 下部組織出身                                        |
| MF  | 43  | 大田ありす           | 2009年4月25日（16歳）  | INAC神戸テゾーロ                       |                          | 育成組織TOP可選手                                   |
| FW  | 11  | 髙瀬愛実             | 1990年11月10日（34歳） | 北海道文教大学明清高校                 | 2009年 -                 | 元日本女子代表                                      |
| FW  | 13  | 桑原藍               | 2004年8月18日（20歳）  | AICJ高校                               | 2023年 -                 |                                                     |
| FW  | 16  | 道上彩花             | 1994年7月27日（31歳）  | アルビレックス新潟レディース           | 2013年 - 2018年 2025年 - | 再加入                                              |
| FW  | 19  | 久保田真生           | 2005年5月30日（20歳）  | 藤枝順心高校                           | 2024年 -                 | U-20日本女子代表                                    |
| FW  | 23  | 三谷和華奈           | 2001年10月2日（23歳）  | 早稲田大学                             | 2024年 -                 |                                                     |
| FW  | 29  | 辻澤亜唯             | 2005年12月17日（19歳） | 藤枝順心高校                           | 2024年 -                 |                                                     |
| FW  | 41  | 小島爽               | 2007年7月14日（18歳）  | INAC白岡SCレディース                   |                          | 育成組織TOP可選手                                   |
| FW  | 42  | 中平怜那             | 2007年4月13日（18歳）  | INAC神戸テゾーロ                       |                          | 育成組織TOP可選手                                   |

## 背番号変遷

### 1-10
|         | 1          | 2          | 3        | 4                                  | 5          | 6          | 7                                       | 8          | 9                    | 10          |
| 2025/26 | 大熊茜     | -          | -        | 井手ひなた                         | 三宅史織   | 松原優菜   | 愛川陽菜                                | 山本摩也   | 吉田莉胡             | 成宮唯      |
| 2024-25 | 大熊茜     | 守屋都弥   | 土光真代 | 井手ひなた                         | 三宅史織   | 松原優菜   | 山本摩也                                | イ・スビン | カルロタ・スアレス   | 成宮唯      |
| 2023-24 | 山下杏也加 | 守屋都弥   | 土光真代 | 竹重杏歌理                         | 三宅史織   | 松原優菜   | 山本摩也                                | 増矢理花   | 田中美南             | 成宮唯      |
| 2022-23 | 武仲麗依   | 守屋都弥   | 土光真代 | 竹重杏歌理                         | 三宅史織   | 伊藤美紀   | 脇阪麗奈                                | 阪口萌乃   | 田中美南             | 成宮唯      |
| 2021-22 | 武仲麗依   | 守屋都弥   | -        | 牛島理子                           | 三宅史織   | 伊藤美紀   | 中島依美                                | 阪口萌乃   | 田中美南             | - /杉田妃和 |
| 2020    | 武仲麗依   | 守屋都弥   | 鮫島彩   | 牛島理子                           | 三宅史織   | 伊藤美紀   | 中島依美                                | 杉田妃和   | 田中美南             | 岩渕真奈    |
| 2019    | 武仲麗依   | 守屋都弥   | 鮫島彩   | -                                  | 三宅史織   | 伊藤美紀   | 中島依美                                | 杉田妃和   | 増矢理花             | 岩渕真奈    |
| 2018    | 武仲麗依   | 守屋都弥   | 鮫島彩   | -                                  | 三宅史織   | 伊藤美紀   | 中島依美                                | 杉田妃和   | 増矢理花             | 岩渕真奈    |
| 2017    | 武仲麗依   | 守屋都弥   | 鮫島彩   | 田中明日菜                         | 三宅史織   | 伊藤美紀   | 中島依美                                | 杉田妃和   | 増矢理花             | 大野忍      |
| 2016    | 武仲麗依   | 近賀ゆかり | 鮫島彩   | 田中明日菜                         | 甲斐潤子   | 南山千明   | 中島依美                                | -          | 川澄奈穂美           | 大野忍      |
| 2015    | 海堀あゆみ | 近賀ゆかり | 鮫島彩   | 田中明日菜                         | 甲斐潤子   | 南山千明   | 中島依美                                | 澤穂希     | 川澄奈穂美           | 大野忍      |
| 2014    | 海堀あゆみ | -          | 三宅史織 | チェルシー /クレア・ポーキンホーン | 甲斐潤子   | 南山千明   | 中島依美                                | 澤穂希     | 川澄奈穂美           | -           |
| 2013    | 海堀あゆみ | 近賀ゆかり | ベッキー | 田中明日菜                         | 甲斐潤子   | 南山千明   | 中島依美                                | 澤穂希     | 川澄奈穂美           | チ・ソヨン  |
| 2012    | 海堀あゆみ | 近賀ゆかり | 高良亮子 | 田中明日菜                         | 甲斐潤子   | 南山千明   | チ・ソヨン                              | 澤穂希     | 川澄奈穂美           | 大野忍      |
| 2011    | 海堀あゆみ | 甲斐潤子   | 坂井優紀 | 田中明日菜                         | 近賀ゆかり | 那須麻衣子 | チ・ソヨン                              | 澤穂希     | 川澄奈穂美           | 大野忍      |
| 2010    | 海堀あゆみ | 宮迫たまみ | 坂井優紀 | 甲斐潤子                           | 柳井里奈   | 那須麻衣子 | 高良亮子                                | 田中明日菜 | 川澄奈穂美           | 高瀬愛実    |
| 2009    | -          | 宮迫たまみ | ジナ     | 甲斐潤子                           | 柳井里奈   | 那須麻衣子 | 高良亮子                                | 藤村智美   | 川澄奈穂美           | 原歩        |
| 2008    | 根本美沙貴 | 田村奈津枝 | ジナ     | 角田英子                           | 山岸靖代   | 那須麻衣子 | -                                       | 藤村智美   | プレチーニャ         | 原歩        |
| 2007    | 根本美沙貴 | 菅亜矢子   | ジナ     | チョン・ミジョン                   | 山岸靖代   | 那須麻衣子 | ラファエラ・アンドラージ ・ジ・モラエス | 藤村智美   | デルマ・ゴンサルベス | 原歩        |
| 2006    | 根本美沙貴 | 菅亜矢子   | ジナ     | 保手濱理恵                         | 藤村智美   | 井野美聡   | ラファエラ・アンドラージ ・ジ・モラエス | 原歩       | デルマ・ゴンサルベス | 小林未央    |
| 2005    | 木原典子   | 菅亜矢子   | -        | 柳井里奈                           | 井本幸乃   | 井野美聡   | ラファエラ・アンドラージ ・ジ・モラエス | 平野回梨佳 | デルマ・ゴンサルベス | 小林未央    |
|         | 1          | 2          | 3        | 4                                  | 5          | 6          | 7                                       | 8          | 9                    | 10          |

### 11-20
|         | 11       | 12                  | 13         | 14       | 15         | 16               | 17               | 18                   | 19                  | 20         |
| 2025/26 | 高瀬愛実 | サポーター ナンバー | 桑原藍     | 水野蕗奈 | -          | 道上彩花         | 箕輪千慧         | 戸梶有野里           | 久保田真生          | -          |
| 2024-25 | 高瀬愛実 | サポーター ナンバー | -          | 水野蕗奈 | -          | -                | 愛川陽菜         | パオラ・ソルデヴィラ | 久保田真生          | 桑原藍     |
| 2023-24 | 高瀬愛実 | サポーター ナンバー | 北川ひかる | 水野蕗奈 | 井手ひなた | 天野紗           | 箕輪千慧         | 戸梶有野里           | 久保田真生 / 林愛花 | 桑原藍     |
| 2022-23 | 高瀬愛実 | サポーター ナンバー | -          | 水野蕗奈 | 井手ひなた | 天野紗           | 山本摩也         | 山下杏也加           | -                   | 桑原藍 / - |
| 2021-22 | 高瀬愛実 | サポーター ナンバー | -          | 京川舞   | 羽座妃粋   | 西川彩華         | 成宮唯           | 山下杏也加           | 竹重杏歌理          | 長江伊吹   |
| 2020    | 高瀬愛実 | サポーター ナンバー | 仲田歩夢   | 京川舞   | 阪口萌乃   | 西川彩華         | 増矢理花         | 菊池まりあ           | -                   | 長江伊吹   |
| 2019    | 高瀬愛実 | サポーター ナンバー | 仲田歩夢   | 京川舞   | 羽座妃粋   | 三浦紗津紀       | イ・ミナ         | 河野朱里             | 牛島理子            | 福田ゆい   |
| 2018    | 高瀬愛実 | サポーター ナンバー | 仲田歩夢   | 京川舞   | 羽座妃粋   | 道上彩花         | イ・ミナ         | 平塚万貴             | 牛島理子            | 福田ゆい   |
| 2017    | 高瀬愛実 | サポーター ナンバー | 仲田歩夢   | 京川舞   | 齊藤夏美   | 道上彩花         | ホン・ヘジ       | 平塚万貴             | 須永愛海            | 福田ゆい   |
| 2016    | 高瀬愛実 | サポーター ナンバー | 仲田歩夢   | 京川舞   | 齊藤夏美   | チョ・ソヒョン   | 三宅史織         | 杉田妃和             | 道上彩花            | 増矢理花   |
| 2015    | 高瀬愛実 | サポーター ナンバー | 仲田歩夢   | 京川舞   | 齊藤夏美   | チャン・スルギ   | 三宅史織         | 杉田妃和             | 道上彩花            | 伊藤香菜子 |
| 2014    | 高瀬愛実 | サポーター ナンバー | 仲田歩夢   | 京川舞   | 磯金みどり | 山田真帆         | ゴーベル         | 武仲麗依             | 道上彩花            | 田中陽子   |
| 2013    | 高瀬愛実 | サポーター ナンバー | 仲田歩夢   | 京川舞   | 磯金みどり | 清水あかね       | ゴーベル・ヤネズ | 武仲麗依             | 道上彩花            | 田中陽子   |
| 2012    | 高瀬愛実 | サポーター ナンバー | 仲田歩夢   | 京川舞   | -          | 清水あかね       | 八尾智奈美       | 武仲麗依             | 中島依美            | 田中陽子   |
| 2011    | 高瀬愛実 | サポーター ナンバー | 南山千明   | 米津美和 | 井口祥     | クォン・ウンソム | 櫨まどか         | 久野吹雪             | 中島依美            | 高良亮子   |
| 2010    | 櫨まどか | サポーター ナンバー | 中島依美   | 米津美和 | 阪口彩希絵 | 小野鈴香         | 藤田妃奈子       | 角田英子             | 久野吹雪            | 西山衣美   |
| 2009    | 鈴木智子 | サポーター ナンバー | 堰愛季     | 米津美和 | 中島依美   | 高瀬愛実         | 櫨まどか         | 田中明日菜           | 海堀あゆみ          | 酒井優紀   |
| 2008    | 鈴木智子 | サポーター ナンバー | 川澄奈穂美 | 米津美和 | 園村奈菜   | 柳井里奈         | 櫨まどか         | 宮迫たまみ           | 海堀あゆみ          | -          |
| 2007    | 渡邉千尋 | サポーター ナンバー | 平野回梨佳 | 米津美和 | -          | 園村奈菜         | 高田鈴子         | 角田英子             | 田村奈津枝          | 柳井里奈   |
| 2006    | 渡邉千尋 | サポーター ナンバー | 平野回梨佳 | 米津美和 | 中野絵美   | -                | 高田鈴子         | 角田英子             | -                   | 柳井里奈   |
| 2005    | 米津美和 | 保手濱理恵          | 中野絵美   | 高木未来 | 梅林早知   | 高田鈴子         | -                | 中村悦子             | -                   | -          |
|         | 11       | 12                  | 13         | 14       | 15         | 16               | 17               | 18                   | 19                  | 20         |

### 21-30
|         | 21                       | 22         | 23             | 24       | 25             | 26       | 27                  | 28                    | 29           | 30         |
| 2025/26 | -                        | 足立寧々   | 三谷和華奈     | 太田美月 | 大熊環         | -        | -                   | 小峠明日香            | 辻澤亜唯     | 松木葵     |
| 2024-25 | カルラ・モレラ           | 足立寧々   | 三谷和華奈     | 太田美月 | -              | -        | -                   | 小峠明日香            | 辻澤亜唯     | 松木葵     |
| 2023-24 | 船田麻友                 | 足立寧々   | - / 栫井美和子 | 愛川陽菜 | -              | -        | 三谷和華奈 / -      | -                     | 辻澤亜唯     | 松木葵     |
| 2022-23 | -                        | -          | - /浜野まいか  | 愛川陽菜 | 筒井梨香 / -   | -        | 小山史乃観 / -      | -                     | 箕輪千慧     | 松木葵 / - |
| 2021-22 | スティーナ・ヨハネス / - | 菊池まりあ | 浜野まいか     | 水野蕗奈 | 井手ひなた / - | 天野紗   | - /ファン・アヒョン | - /ロスナニ・アズマン | 箕輪千慧 / - | 後藤三知   |
| 2020    | スタンボー華             | 島袋奈美恵 | 吉田凪沙       | 水野蕗奈 | -              | 天野紗   | ファン・アヒョン    | 八坂芽依              | -            | -          |
| 2019    | スタンボー華             | 島袋奈美恵 | 吉田凪沙       | 水野蕗奈 | -              | 天野紗   | -                   | 八坂芽依              | -            | -          |
| 2018    | スタンボー華             | 島袋奈美恵 | チェ・イェスル | -        | 杉田めい       | -        | -                   | -                     | -            | -          |
| 2017    | スタンボー華             | 島袋奈美恵 | チェ・イェスル | 竹村美咲 | 杉田めい       | -        | -                   | 岩渕真奈              | -            | -          |
| 2016    | スタンボー華             | 伊藤美紀   | 守屋都弥       | 竹村美咲 | 野口彩佳       | -        | -                   | -                     | -            | -          |
| 2015    | 守屋都弥                 | 伊藤美紀   | 平野里菜       | 竹村美咲 | 野口彩佳       | 平田美紀 | 増矢理花            | 渋澤杏奈              | -            | -          |
| 2014    | 渡辺彩香                 | 伊藤美紀   | 平野里菜       | 今井晴香 | 野口彩佳       | 平田美紀 | 増矢理花            | 田中明日菜            | -            | -          |
| 2013    | 渡辺彩香                 | 山田真帆   | 平野里菜       | 今井晴香 | 三宅史織       | -        | -                   | -                     | -            | -          |
| 2012    | ゴーベル・ヤネズ         | ベッキー   | -              | -        | -              | -        | -                   | -                     | -            | -          |
| 2011    | 武仲麗依                 | 清水あかね | 小川志保       | -        | -              | -        | -                   | -                     | -            | -          |
| 2010    | 倉原穂奈美               | 西山有美   | 堰愛季         | -        | -              | -        | -                   | -                     | -            | -          |
| 2009    | -                        | -          | -              | -        | -              | -        | -                   | -                     | -            | -          |
| 2008    | -                        | 門西亜紀子 | -              | -        | -              | -        | -                   | -                     | -            | -          |
| 2007    | 澤井理恵                 | 櫨まどか   | -              | -        | 門西亜紀子     | -        | -                   | -                     | -            | -          |
| 2006    | 澤井理恵                 | -          | -              | -        | -              | -        | -                   | -                     | -            | -          |
| 2005    | 根本美沙貴               | 渡邉千尋   | -              | 石野由果 | -              | -        | -                   | -                     | -            | -          |
|         | 21                       | 22         | 23             | 24       | 25             | 26       | 27                  | 28                    | 29           | 30         |

### 31-50
|         | 31                 | 32            | 33        | 34         | 35         | 36         | 37       | 38 | 39       | 40       | 41           | 42       | 43         | 44     |
| 2025/26 | 菊地優杏           | -             | -         | -          | -          | -          | -        | -  | 寺田心春 | 金月夏萌 | 小島爽       | 中平怜那 | 大田ありす | 北村礼 |
| 2024-25 | 菊地優杏           | -             | -         | -          | -          | -          | 金月夏萌 | -  | 寺田心春 | -        | -            | -        | -          | 小島爽 |
| 2023-24 | 菊地優杏           | -             | -         | -          | -          | -          | -        | -  | -        | -        | -            | -        | -          | -      |
| 2022-23 | 戸梶有野里         | -             | -         | -          | 栫井美和子 | 足立寧々   | -        | -  | -        | -        | -            | -        | -          | -      |
| 2021-22 | 戸梶有野里         | - /山下沙耶香 | - /川上然 | 小峠明日香 | 栫井美和子 | -          | -        | -  | -        | -        | 愛川陽菜 / - | -        | -          | -      |
| 2020    | 田尻有美           | -             | -         | -          | -          | 川澄奈穂美 | -        | -  | -        | -        | -            | -        | -          | -      |
| 2019    | 田尻有美           | -             | -         | -          | -          | -          | -        | -  | -        | -        | -            | -        | -          | -      |
| 2018    | 福元美穂           | -             | -         | -          | -          | -          | -        | -  | -        | -        | -            | -        | -          | -      |
| 2017    | 福元美穂           | -             | -         | -          | -          | -          | -        | -  | -        | -        | -            | -        | -          | -      |
| 2016    | 福元美穂 /渋澤杏奈 | -             | -         | -          | -          | -          | -        | -  | -        | -        | -            | -        | -          | -      |
| 2015    | -                  | -             | -         | -          | -          | -          | -        | -  | -        | -        | -            | -        | -          | -      |
| 2014    | -                  | -             | -         | -          | -          | -          | -        | -  | -        | -        | -            | -        | -          | -      |
| 2013    | -                  | -             | -         | -          | -          | -          | -        | -  | -        | -        | -            | -        | -          | -      |
| 2012    | -                  | -             | -         | -          | -          | -          | -        | -  | -        | -        | -            | -        | -          | -      |
| 2011    | -                  | -             | -         | -          | -          | -          | -        | -  | -        | -        | -            | -        | -          | -      |
| 2010    | -                  | -             | -         | -          | -          | -          | -        | -  | -        | -        | -            | -        | -          | -      |
| 2009    | -                  | -             | -         | -          | -          | -          | -        | -  | -        | -        | -            | -        | -          | -      |
| 2008    | -                  | -             | -         | -          | -          | -          | -        | -  | -        | -        | -            | -        | -          | -      |
| 2007    | -                  | -             | -         | -          | -          | -          | -        | -  | -        | -        | -            | -        | -          | -      |
| 2006    | -                  | -             | -         | -          | -          | -          | -        | -  | -        | -        | -            | -        | -          | -      |
| 2005    | -                  | -             | -         | -          | -          | -          | -        | -  | -        | -        | -            | -        | -          | -      |
|         | 31                 | 32            | 33        | 34         | 35         | 36         | 37       | 38 | 39       | 40       | 41           | 42       | 43         | 44     |

### 51-99
|         | 51       | 52           | 53           | 55                   | 62         | 99       |
| 2025/26 | -        | -            | -            | ヴィアン・サンプソン | -          | 船田麻友 |
| 2024-25 | -        | -            | 北村礼       | ヴィアン・サンプソン | 大田ありす | 船田麻友 |
| 2023-24 | -        | -            | -            | -                    | -          | -        |
| 2022-23 | 宮本華乃 | 田島伊織 / - | 大塚陽和 / - | -                    | -          | -        |
| 2021-22 | -        | -            | -            | -                    | -          | -        |
| 2020    | -        | -            | -            | -                    | -          | -        |
| 2019    | -        | -            | -            | -                    | -          | -        |
| 2018    | -        | -            | -            | -                    | -          | -        |
| 2017    | -        | -            | -            | -                    | -          | -        |
| 2016    | -        | -            | -            | -                    | -          | -        |
| 2015    | -        | -            | -            | -                    | -          | -        |
| 2014    | -        | -            | -            | -                    | -          | -        |
| 2013    | -        | -            | -            | -                    | -          | -        |
| 2012    | -        | -            | -            | -                    | -          | -        |
| 2011    | -        | -            | -            | -                    | -          | -        |
| 2010    | -        | -            | -            | -                    | -          | -        |
| 2009    | -        | -            | -            | -                    | -          | -        |
| 2008    | -        | -            | -            | -                    | -          | -        |
| 2007    | -        | -            | -            | -                    | -          | -        |
| 2006    | -        | -            | -            | -                    | -          | -        |
| 2005    | -        | -            | -            | -                    | -          | -        |
|         | 51       | 52           | 53           | 55                   | 62         | 99       |

## かつて所属していた選手

### GK
- 海堀あゆみ（引退・日本女子プロサッカーリーグ理事・日本女子サッカーリーグ理事長・元日本女子代表）
- 久野吹雪（アルビレックス新潟レディース所属）
- 渋澤杏奈
- スタンボー華（NWSL・エンジェル・シティーFC所属）
- 高田鈴子
- 武仲麗依（引退）
- 田尻有美（引退・セレッソ大阪ヤンマーレディース アシスタントコーチ）
- 根本美沙貴 (引退)
- 門西亜紀子
- 福元美穂（岡山湯郷Belle所属）
- 山下杏也加（WSL・マンチェスター・シティ所属）

### DF
| - 石野由果 - 磯金みどり（引退・元ジェフユナイテッド市原・千葉レディース所属） - 牛島理子（引退） - 小野鈴香（引退） - 甲斐潤子（引退・INAC神戸アンバサダー） - 菅亜矢子（引退） - 近賀ゆかり（引退・元サンフレッチェ広島レジーナ所属） - 齊藤夏美（引退） - 坂井優紀（マイナビ仙台レディース所属） - 鮫島彩（引退・元大宮アルディージャVENTUS所属） - ジナ - 須永愛海（Grano伊勢崎SC所属） - 堰愛季 - チョ・ソヒョン（バーミンガム・シティ所属） - 竹重杏歌理（エールディヴィジ（オランダ1部リーグ）・フェイエノールト所属） | - 竹村美咲 - 田中明日菜（WKリーグ・華川KSPO所属） - 田村奈津枝（故人） - チェ・イェスル（WKリーグ・仁川現代製鉄レッドエンジェルズ所属） - チェルシー - 角田英子 - 土光真代（日テレ・東京ヴェルディベレーザ所属） - 長江伊吹（ちふれASエルフェン埼玉所属） - 西川彩華（WKリーグ・水原FC所属） - 西山衣美（引退・元ASハリマアルビオン所属） - 羽座妃粋（引退・元アルビレックス新潟レディース所属） - 平田美紀（引退） | - 平野回梨佳 - 藤村智美（引退・元日本女子代表） - ホン・ヘジ - ベッキー（引退・アリゾナ大学女子サッカーチーム監督） - クレア・ポーキンホーン（クリスチャンスタッドDFF所属） - 三浦紗津紀（マイナビ仙台レディース所属） - 宮迫たまみ（引退・元伊賀FCくノ一三重所属） - 守屋都弥（NWSL・エンジェル・シティーFC所属） - 山岸靖代（引退・元日本女子代表） - 渡辺彩香 |

### MF
| - 天野紗（ダームアルスヴェンスカン・ハンマルビーIF所属） - イ・スビン（WKリーグ・華川KSPO WFC所属） - 伊藤香菜子（引退） - 伊藤美紀（三菱重工浦和レッズレディース所属） - 井野美聡（引退・JFA審判員） - 今井晴香（引退・元ASハリマアルビオン所属） - イ・ミナ（WKリーグ・仁川現代製鉄レッドエンジェルズ所属） - 川上然（引退・元ASハリマアルビオン所属） - 菊池まりあ（AC長野パルセイロ・レディース所属） - 北川ひかる（WSL・エヴァートンFC所属） - クォン・ウンソム（WKリーグ･高陽大教ヌンノピ所属） - 後藤三知（マイナビ仙台レディース所属） - 小林未央 - 阪口萌乃（RB大宮アルディージャWOMEN所属） - 澤穂希（引退・元日本女子代表） | - 澤井理恵 - 清水あかね（NPLヴィクトリア女子・カルダー・ユナイテッドSC所属） - 下村亜沙実（引退・元バニーズ京都サッカークラブ所属） - 杉田妃和（NWSL・ポートランド・ソーンズFC所属） - チャン・スルギ（WKリーグ・慶州韓国水力原子力WFC所属） - チ・ソヨン（NWSL・シアトル・レインFC所属） - 高良亮子（引退） - 田中陽子（レノファ山口FCレディース所属） - 田原のぞみ（マイナビ仙台レディースアカデミースタッフ）※下部組織時代のみ - 仲田歩夢（RB大宮アルディージャWOMEN所属） - 中島依美（WKリーグ・慶州韓国水力原子力WFC所属） - 中野絵美 - 那須麻衣子（引退） - 野口彩佳（プリメーラ・フェデラシオン・デポルティーボ・ラ・コルーニャ所属） | - 櫨まどか（引退・元WKリーグ・水原FC所属） - 原歩（引退・指導者） - 平塚万貴（ASハリマアルビオン所属） - 福田ゆい（プリメーラ・フェデラシオン・CPカセレーニョ所属） - 藤田妃奈子 - 増矢理花（引退・元日本女子代表） - 南山千明（スペランツァ大阪所属） - 柳井里奈（RB大宮アルディージャWOMEN監督） - 八坂芽依（引退・元AC長野パルセイロ・レディース所属） - 山下沙耶香（岡山湯郷Belle所属） - 山田真帆（引退・元ASハリマ アルビオン所属） - 吉田凪沙（ニッパツ横浜FCシーガルズ所属） - 脇阪麗奈（セレッソ大阪ヤンマーレディース所属） - ラファエラ・アンドラージ・ジ・モラエス |

### FW
| - 岩渕真奈（引退・元日本女子代表） - 大野忍（INAC神戸レオネッサコーチ） - 小川志保（FC QOL MITO CIRUELA所属） - 川澄奈穂美（アルビレックス新潟レディース所属） - 河野朱里（ニッパツ横浜FCシーガルズ所属） - 京川舞（WKリーグ・慶州韓国水力原子力WFC所属） - 倉原穂奈美 - 小山季絵（引退・元マイナビベガルタ仙台レディース所属）※下部組織時代のみ - 島袋奈美恵（サンフレッチェ広島レジーナ所属） - 鈴木智子（引退・元日本女子代表） - 園村奈菜 | - 田中美南（NWSL・ユタ・ロイヤルズFC所属） - 浜野まいか（WSL・チェルシーFC所属） - 平野里菜（ニュージーランド・ウエスタン・スプリングスAFC所属） - プレチーニャ（2007年度まで本名で登録。WKリーグ･高陽大教ヌンノピ所属） - ゴーベル・ヤネズ（引退・レーシング・ルイビルFC監督） - 保手濱理恵 - 宮本華乃（台湾木蘭女子サッカーリーグ・新北航源足球倶楽部所属） - 米津美和（引退） - 渡邉千尋（引退） |

## 下部組織
- INAC神戸レオネッサアカデミー[7]
  - INAC神戸レオンチーナ (U-18) - 関西女子サッカーリーグ1部、関西U18女子サッカーリーグ所属
  - INAC神戸テゾーロ (U-15) - 関西女子サッカーリーグ2部所属
  - スクール (U-12)
- INAC東京[8]　→　南葛SCへ運営移管[139][140]
  - INAC東京レオンチーナ (U-18)　→　南葛SC WINGS U-18
  - INAC東京フェミーナ (U-15)　→　南葛SC WINGS U-15
  - ガールズスクールエリートクラス (U-12)
  - ガールズスクール (U-12)
  - キッズスクール (U-6)
  - 横浜アカデミー[141]
    - エリートクラス
    - スクールクラス

## スタジアムDJ
- 西田育弘

## メディア

### テレビ
- （火曜） 2:14 - 2:39 「Jフットニスタ」 （朝日放送テレビ、2019年2月4日 - 現在）

#### 過去
- 「INAC TV」 (BSフジ、2012年4月20日 - 2017年3月25日)

### ラジオ
- （月曜） 18:30 - 19:00 「カンピオーネ！レオネッサ！！」（ラジオ関西、2018年10月7日 - 2025年3月31日）
- （水曜） 9:00 - 9:10 「INACプロファイル」（Kiss FM KOBE 「シャカリキ」内のコーナー番組、開始日不明 - 現在）

### インターネット
- 「INACTVweb」（YouTube、2017年3月 - 現在)